# Papirni prototipovi
U Interakciji čovek računar (en:human–computer interaction), prototipovi na papiru je opšte korišćen metod, proces koji pomaže programerima da naprave računarske aplikacije koje zadovoljavaju korisnička očekivanja, posebno kod dizajniranje korisničkog interfejsa i testiranja upotrebljivosti aplikacije. To je prototip koji nastaje kreiranjem grubog, ponekada i rukom skiciranog crteža korisničkog interfejsa, modela, dizajna. Iako prototip na papiru deluje jednostavno, ovakav način testiranja upotrebljivosti (Usability testing) može da obezbedi odlične povratne informacije koje će rezultovati bolji dizajn krajnjeg proizvoda. Ovakav način je podržan od mnogo profesionalaca.

## Istorijat
Prototipovi na papiru se koriste od sredine 80tih i postaju popularni sredinom 90tih, kada su kompanije poput IBM, Apple, Microsoft, i drugi počinju da ih koriste u dizajniranju svojih proizvoda. Danas se papirni prototipovi veoma koriste u korisnički orijentisanom dizajnu od strane profesionalaca koji se bave upotrebljivošću aplikacija.

## Prednosti
Papirni prototipovi smanjuju vreme i troškove razvoja, zato što pruža mogućnost da se interfejs na proizvodu (nevezano za to da li je to aplikacija, web stranica, mobilni telefon ili mikrotalasna rerna) testira pre početka samog razvoja. Na ovaj način možemo i bez puno troškova menjati izgled interfejsa što je posebno pogodno u prvim fazama dizajniranja proizvoda.
Na ovaj način ceo kreativni tim je uključen u proces, što eliminiše mogućnost da je neko isključen a poseduje bitne informacije.. Jos jedna prednost prototipova na papiru je da se korisnici osećaju mnogo konfornije da kritikuju skicu na papiru zato što ona nema konaačan izgled.

## Spoljašnje veze
- Paper Prototyping Article
- Marc Rettig (1994): Paper Prototyping for Tiny Fingers.